# محمد بن احمد قزوینی
جمال‌الدین ابوعبداللّه محمد بن احمد قزوینی‌، در حدود ۱۱۳۲ میلادی در قید حیات بوده‌است. جامع‌العلوم عربی‌نویس‌ ایرانی بود که در ۱۱۳۲ - ۱۱۳۳، دایرةالمعارف عامه‌فهمی نوشت به نام مفیدالعلوم و مبیدالهموم‌، در باب‌ دین‌، اخلاق‌، سیاست‌، تاریخ طبیعی‌، جغرافیا، و تاریخ‌.

## منبع
- سارتن، جرج. مقدمه بر تاریخ علم. ترجمهٔ غلامحسین صدری افشار. انتشارات علمی و فرهنگی.